# An Dubh-loch (Sutherland)
An Dubh-loch (schottisch-gälisch: „schwarzer See“) ist ein Süßwassersee in der schottischen Council Area Highland beziehungsweise in der traditionellen Grafschaft Sutherland.

## Beschreibung
Der See liegt auf einer Höhe von 124 Metern über dem Meeresspiegel in einer äußerst dünn besiedelten Region von Sutherland. An Dubh-loch liegt in dem A’ Mhoine genannten Sumpfgebiet zwischen den Meeresarmen Kyle of Tongue im Osten und Loch Eriboll im Westen. Seine Ufer sind unbesiedelt. Die nächstgelegene Siedlung ist das fünf Kilometer südöstlich am Kyle of Tongue gelegene Tongue. In weniger als hundert Meter Entfernung vom Südufer des Sees verläuft die A838.
Der längliche An Dubh-loch weist eine maximale Länge von 0,43 Kilometern bei einer maximalen Breite von 0,25 Kilometern auf, woraus sich eine Fläche von sechs Hektar und ein Umfang von einem Kilometer ergeben. Die mittlere Tiefe des An Dubh-loch beträgt 4,5 Meter, woraus ein Volumen von 274.015 Kubikmetern resultiert. Sein Einzugsgebiet umfasst 31 Hektar und besteht zu 53 % aus Moorland und zu 19 % aus Grasflächen, während Grundwasser 19,5 % des Zuflusses ausmacht. Das Einzugsgebiet erstreckt sich im Wesentlichen nach Westen und Osten. Der See verfügt über keine benannten Zuflüsse. Der vom Südufer abfließende, unbenannte Bach geht im Achuvoldrach Burn auf, der nach kurzer Strecke in den Kyle of Tongue entwässert.